# Aegean Airlines
Pour les articles homonymes, voir AEE.
Aegean Airlines (code AITA : A3 ; code OACI : AEE) est la principale compagnie aérienne grecque et le transporteur national du pays. Elle a été fondée en 1987 sous le nom d’Aegean Aviation et est basée à l’aéroport d’Athènes « Eleftherios Venizelos ». Elle assure des vols vers 162 destinations en Europe, Moyen-Orient et Afrique du Nord et elle est membre de Star Alliance depuis 2010,. En octobre 2013, la fusion avec Olympic Air a été acceptée par la Commission européenne.
Son siège social se situe à Athènes. En 2024, elle comptait plus de 3 400 employés et a transporté 16 324 passagers.

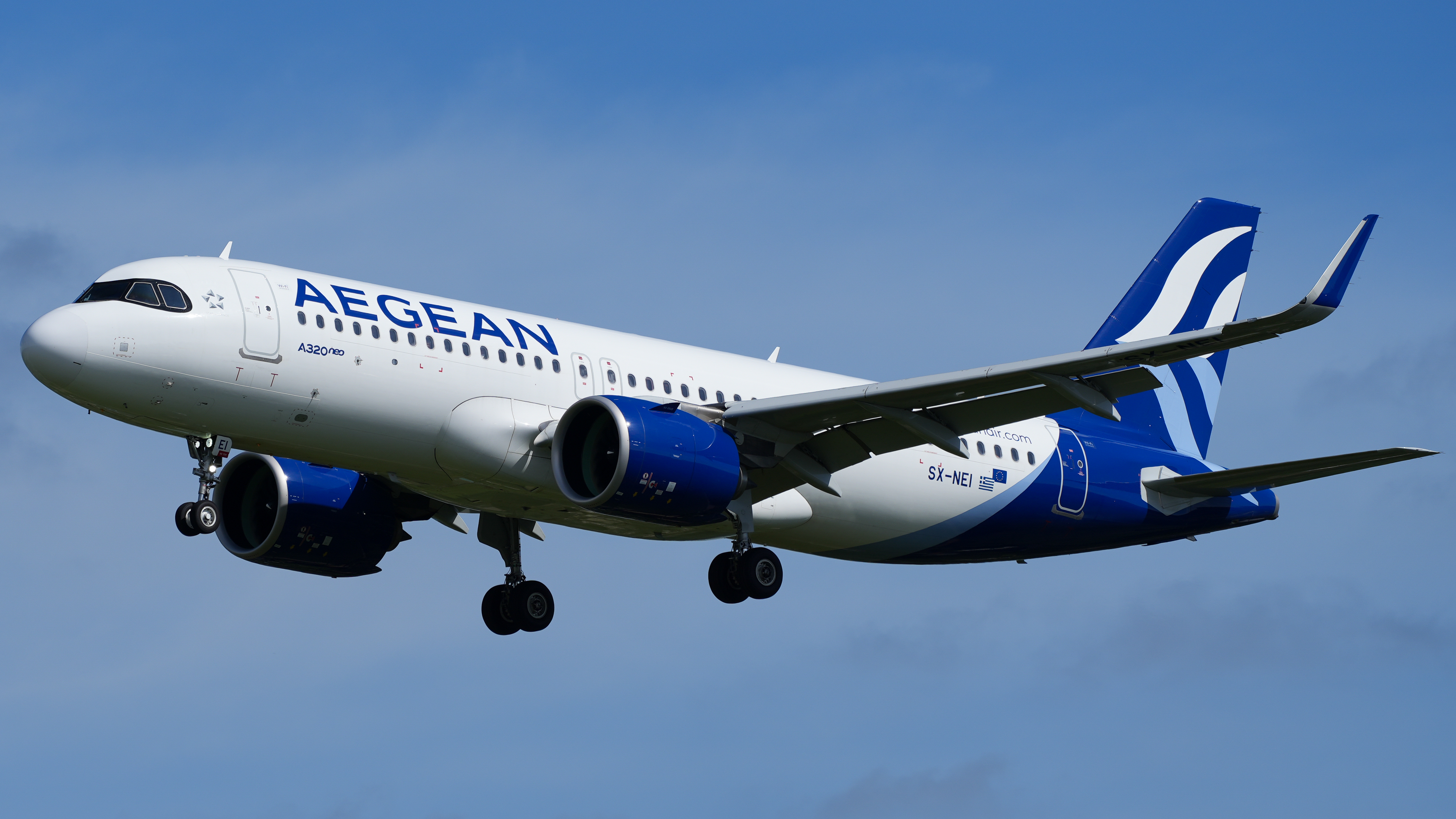
Airbus A320neo d’Aegean

## Histoire

### Premiers vols commerciaux
En 1987, Antonis et Nikolaos Simigdalas fondent Aegean Aviation. En 1992, Aegean Aviation devient la première compagnie privée avec un certificat aérien d'exploitation en Grèce. Deux ans plus tard, elle est réunie avec le groupe des compagnies Vassilakis.
Mars 1999 voit la fondation d'Aegean Airlines. En mai de la même année, les premiers vols d'Athènes à Héraklion et à Thessalonique sont réalisés par deux nouveaux avions Avro RJ 100, produits par BAE Systems (ex-British Aerospace). Par la suite, quatre autres Avro RJ 100 ont été ajoutés à la flotte, pour un total de six. La même année, Aegean acquiert Air Greece, héritant ainsi de 3 ATR 72-200.
Elle a transporté 3 207 100 passagers en 2004, soit + 32,9% par rapport à 2003 et + 97,6% par rapport à 2001, ce qui fait d'elle la seconde compagnie régionale européenne, après Lufthansa CityLine.
Elle fusionne en 2001 avec Cronus Airlines pour former Aegean Cronus Airlines. À la suite de la fusion, la compagnie introduit 7 Boeing 737-300 et 10 737-400 à sa flotte.
En décembre 2005, Aegean se tourne vers Airbus en commandant 8 A320-200. La commande a été augmentée en 2008 (après l’introduction des 3 premiers A320 en 2007) à 23 A320-200 et 4 A321-200.

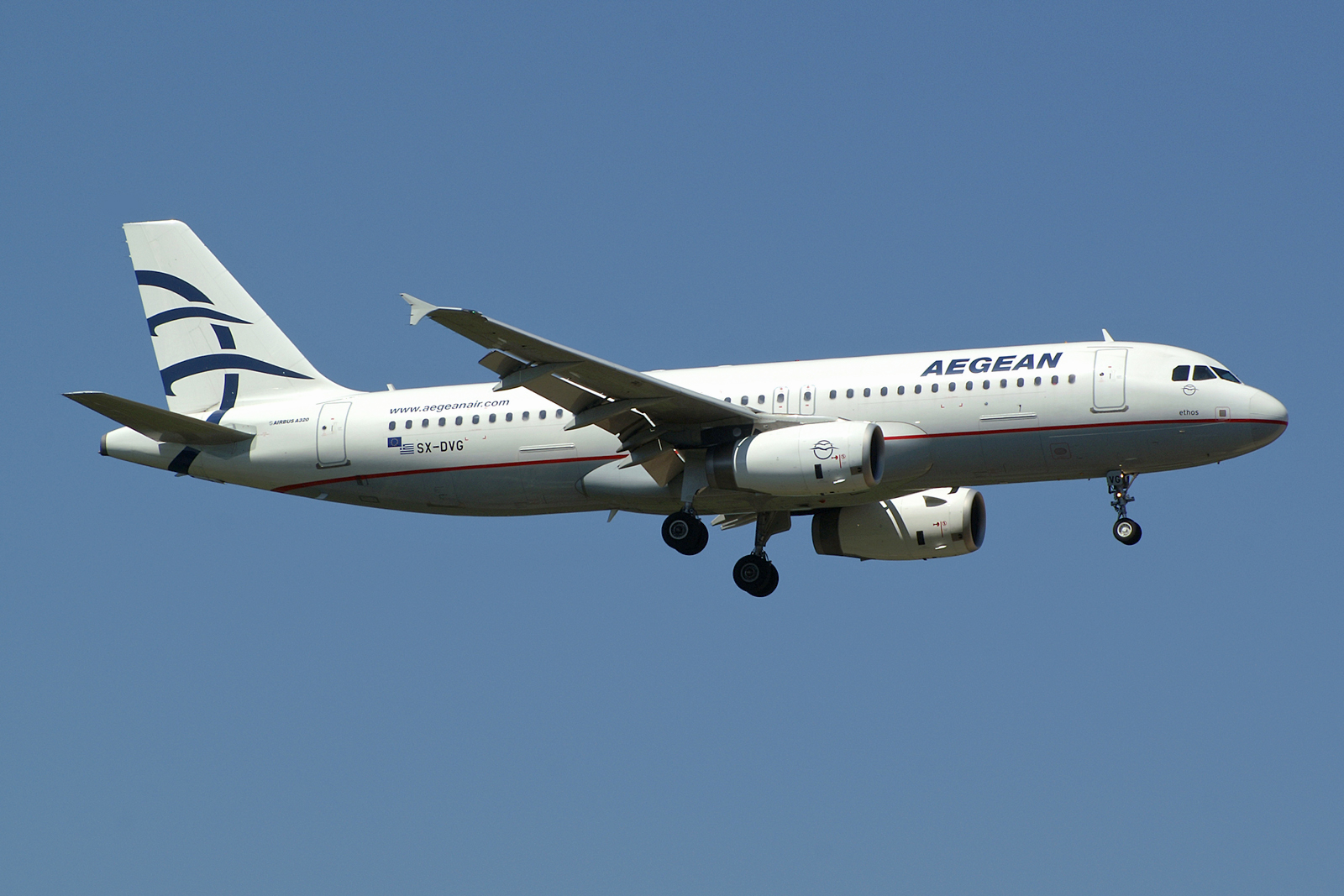
SX-DVG, le premier Airbus A320 d’Aegean arborant l’ancienne livrée. Cet appareil a été livré en 2007 et est toujours en service actuellement.

### Acquisition d’Olympic Air
Le 22 février 2010, la fusion avec Olympic Air a été annoncée. La nouvelle compagnie aérienne a accepté de conserver le nom et le logo d'Olympic Air, après une courte période pendant laquelle les deux compagnies aériennes opéreront en parallèle. Le nom d'Aegean serait abandonné après la période de transition.
Le 30 juin 2010, Aegean Airlines intègre l'alliance Star Alliance malgré les liens étroits entre Olympic Air et SkyTeam.

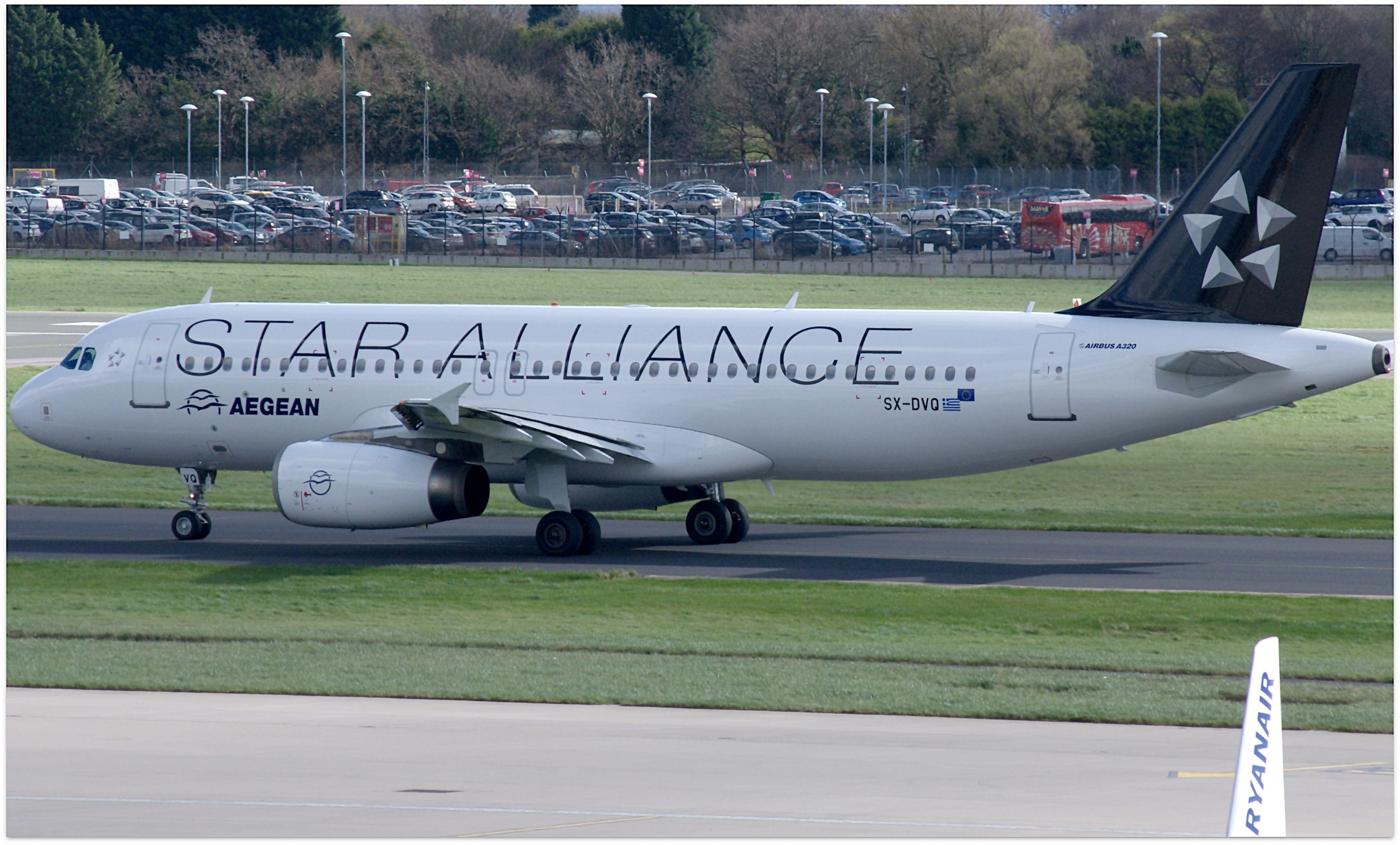
Livrée spéciale « Star Alliance » sur SX-DVQ

Le 26 janvier 2011, l'UE interdit à Aegean Airlines et Olympic Air de fusionner pour éviter un monopole car la nouvelle compagnie contrôlerait 95% du transport aérien grec,.
En 2011, tous les 737 et Avro RJ-100 sont retirés de la flotte de la compagnie afin de la rationaliser en 100% Airbus.
Le 22 octobre 2012, Aegean Airlines a annoncé le rachat d’Olympic Air à Marfin Investment Group pour 72 millions d'euros. Les deux compagnies gardent des marques, des noms et des logos distincts. La Commission européenne a approuvé ce rachat en octobre 2013. Les deux compagnies unies forment à présent le « Aegean Group».
En 2014, la compagnie annonce une commande auprès d’Airbus portant sur 7 A320-200 (current engine option - option de moteurs actuels) équipés de « sharklets » réduisant ainsi la consommation de carburant. Ces appareils ont été livrés entre 2015 et 2016.

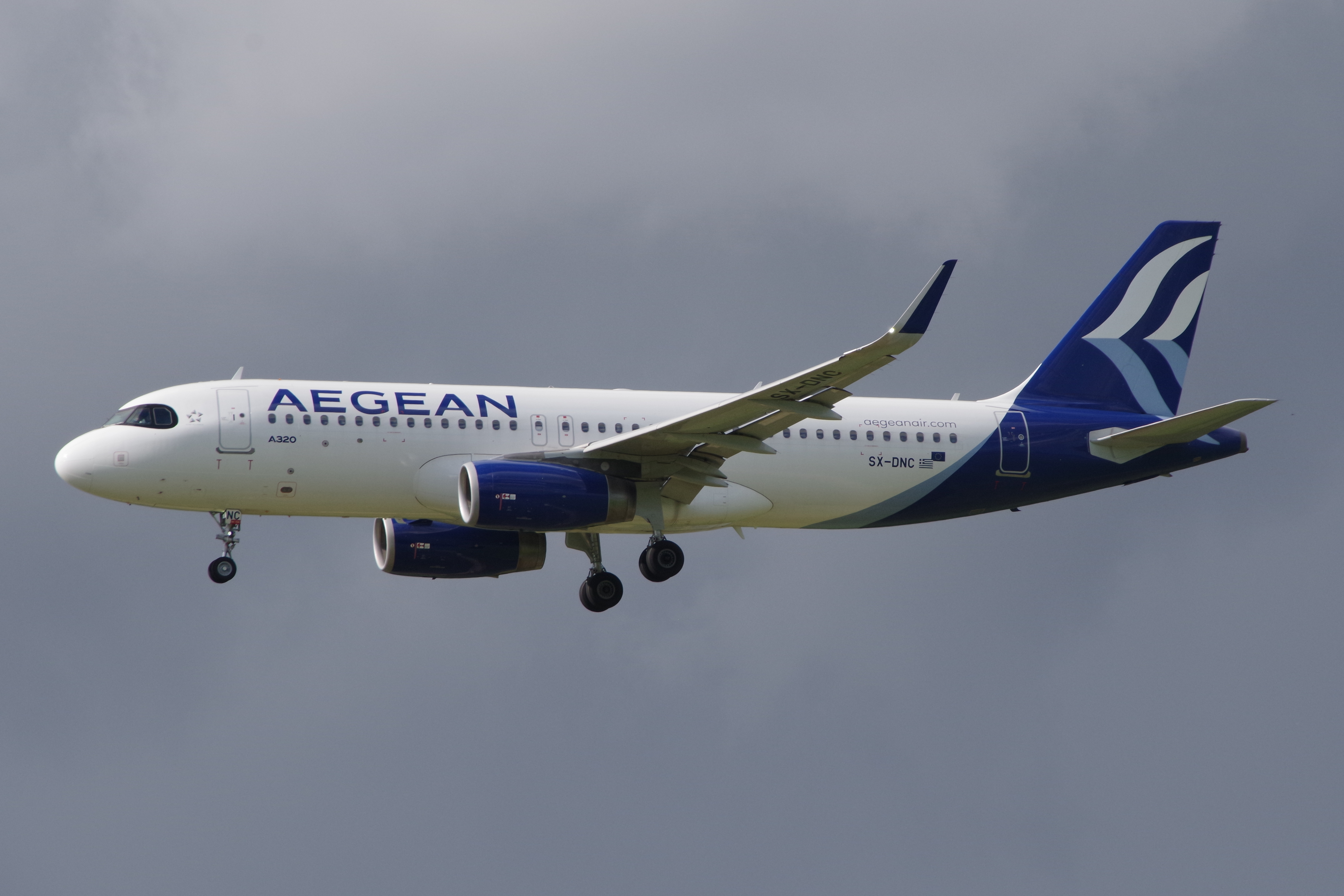
Un A320 d’Aegean équipé de Sharklets.

En 2017, Aegean Airlines a transporté 13,21 millions de passagers soit une progression de 6% sur un an. Son taux de remplissage est de 83,2% (77,4% en 2016).
En 2018, elle a transporté 14 millions de passagers soit une progression de 6% sur un an. Son taux de remplissage est de 83,9%.

### La «nouvelle ère» d’Aegean
Le 28 mars 2018, Aegean Airlines passe une commande de 20 A320neo + 10 A321neo fermes. Cette commande est assortie d'une option pour 12 appareils supplémentaires. Le premier appareil, reçu en décembre 2019, est propulsé par des moteurs Pratt & Whitney qui sont plus économes en carburant que les moteurs IAE V2500 de la génération précédente. Cet appareil, immatriculé SX-NEO, porte les nouvelles couleurs et le nouveau logo de la compagnie. Il est également équipé d’une nouvelle cabine.

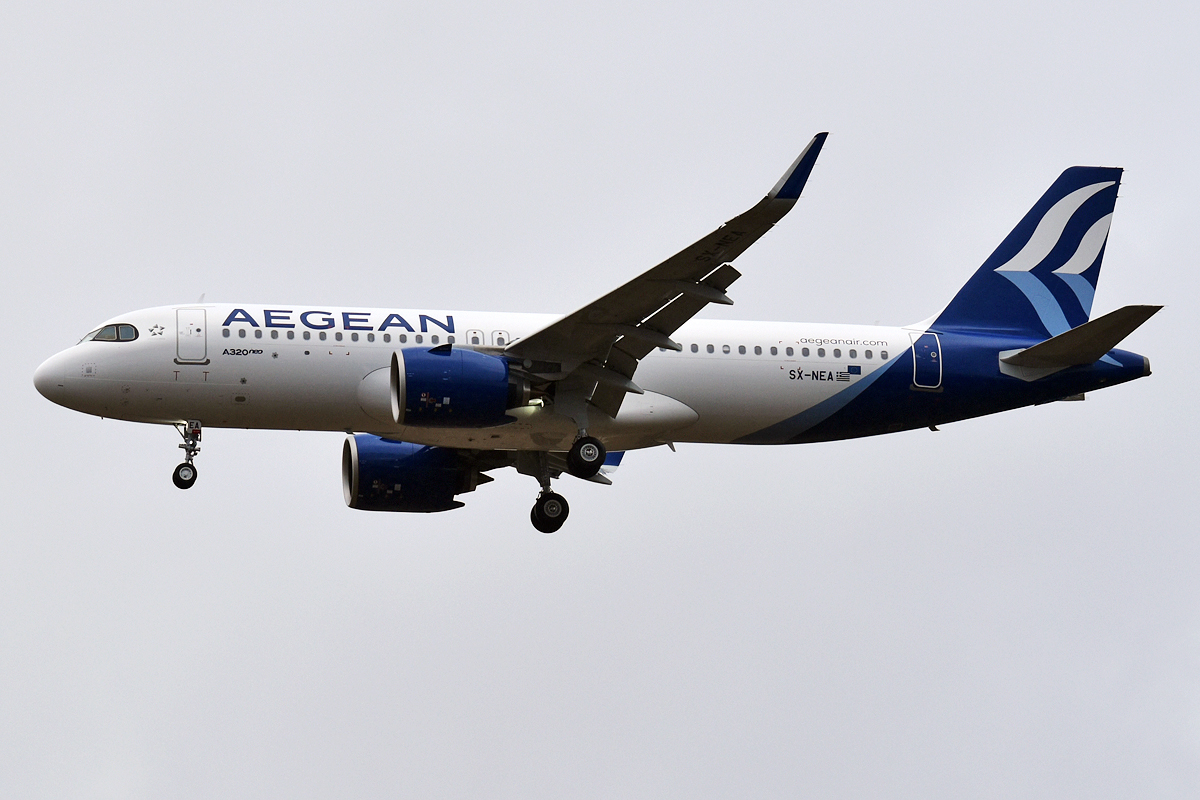
Airbus A320-271N (SX-NEA) dans les nouvelles couleurs d'Aegean Airlines (2020)

Juin 2019 : Aegean Airlines est nommée « Meilleure compagnie aérienne régionale d'Europe » aux Skytrax World Airline Awards 2019. Il est à noter que la compagnie remporte le Skytrax World Airline Award de la meilleure compagnie aérienne régionale en Europe pour la 9e année consécutive et pour la 10e fois au cours des 11 dernières années.

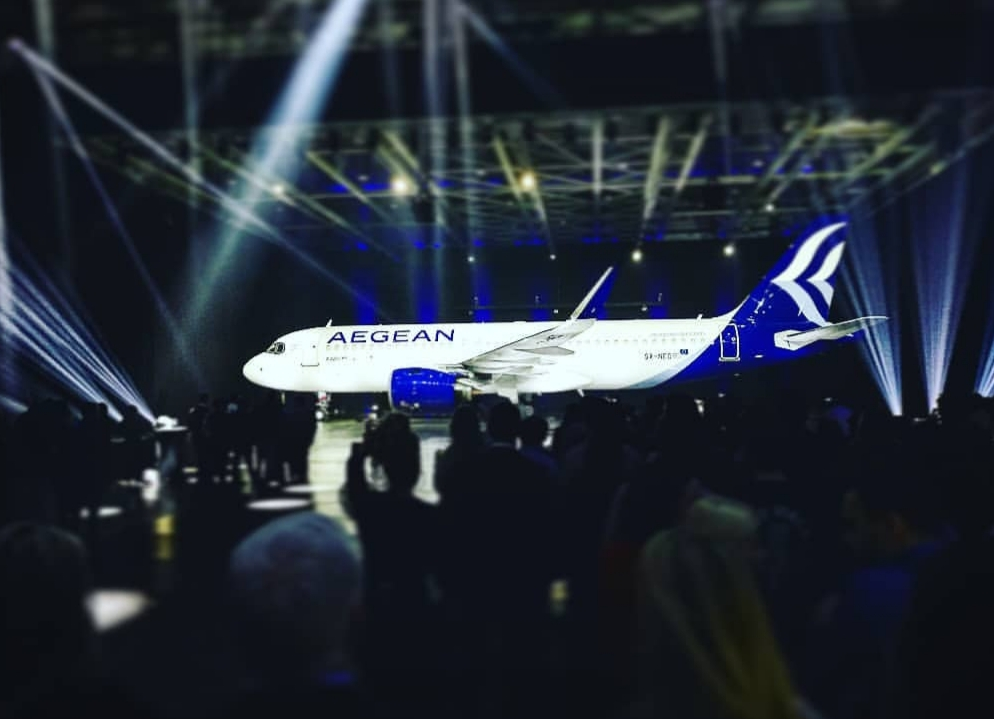
Introduction de la nouvelle livrée de la compagnie

En mars 2020, il est annoncé qu’Aegean acquiert 25% d’Animawings, une nouvelle compagnie roumaine. Cette dernière effectue ses premiers vols avec deux A320-200 loués à Aegean (SX-DGIet SX-DGJ). En octobre 2021, Aegean acquiert 51% d’Animawings. Mais en février 2024, Aegean vend ses parts.
En 2022, Aegean Airlines annonce l’installation d’un système de divertissement amélioré grâce à son nouveau service « Wi-Fi onboard ». Installé sur tous ses A320neo, A321neo et certains A320ceo, ce service propose « une riche plateforme de divertissement » depuis les appareils personnels des passagers.
En mai 2023, Aegean introduit le « Aegean Pass ». Il s’agit d’un abonnement à prix fixe en fonction de la destination et qui permet, en une année, d’effectuer entre 8 et 20 vols sur la même ligne en ne payant que les taxes aéroportuaires à chaque réservation.

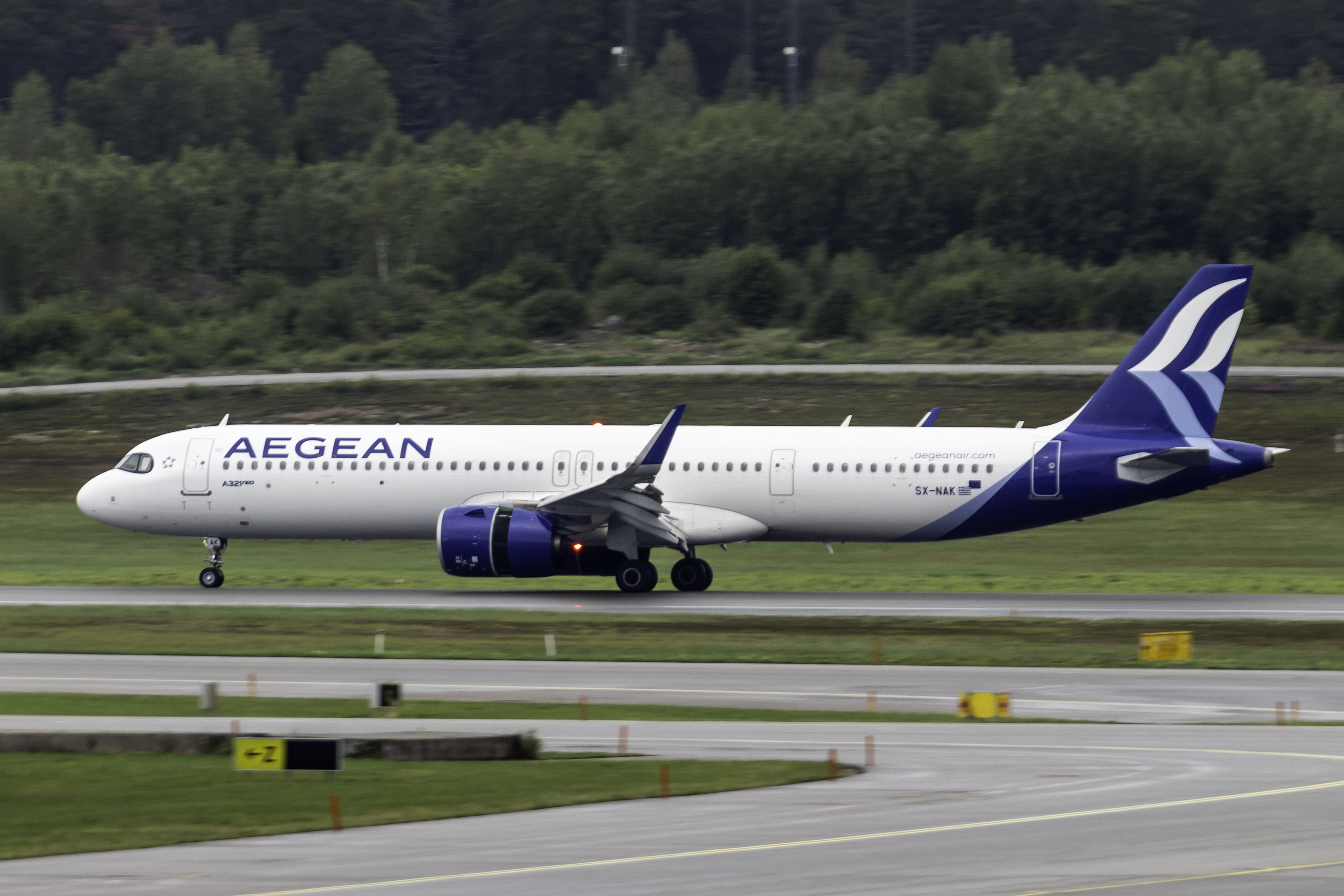
Airbus A321neo d'Aegean

En décembre 2023, le nombre total d'A320neo et A321neo commandés est porté à 50 (21 A320neo et 29 A321neo). Parallèlement, Aegean convertit 4 commandes d'A321neo en A321LR (Long Range). Il s'agit d'appareils à autonomie accrue pour permettre l'ouverture de nouvelles routes pour la compagnie aérienne. Ces appareils seront configurés avec 178 sièges (contrairement à 220 pour les A321neo actuels) pour permettre l’installation de sièges totalement inclinables en Business Class et pour plus de confort. En 2023, la compagnie aérienne a transporté 15,7 millions de passagers.
En 2024, Aegean fête ses 25 ans en appliquant des motifs spéciaux sur un A320neo (SX-NEJ) et un A321neo (SX-NAM).

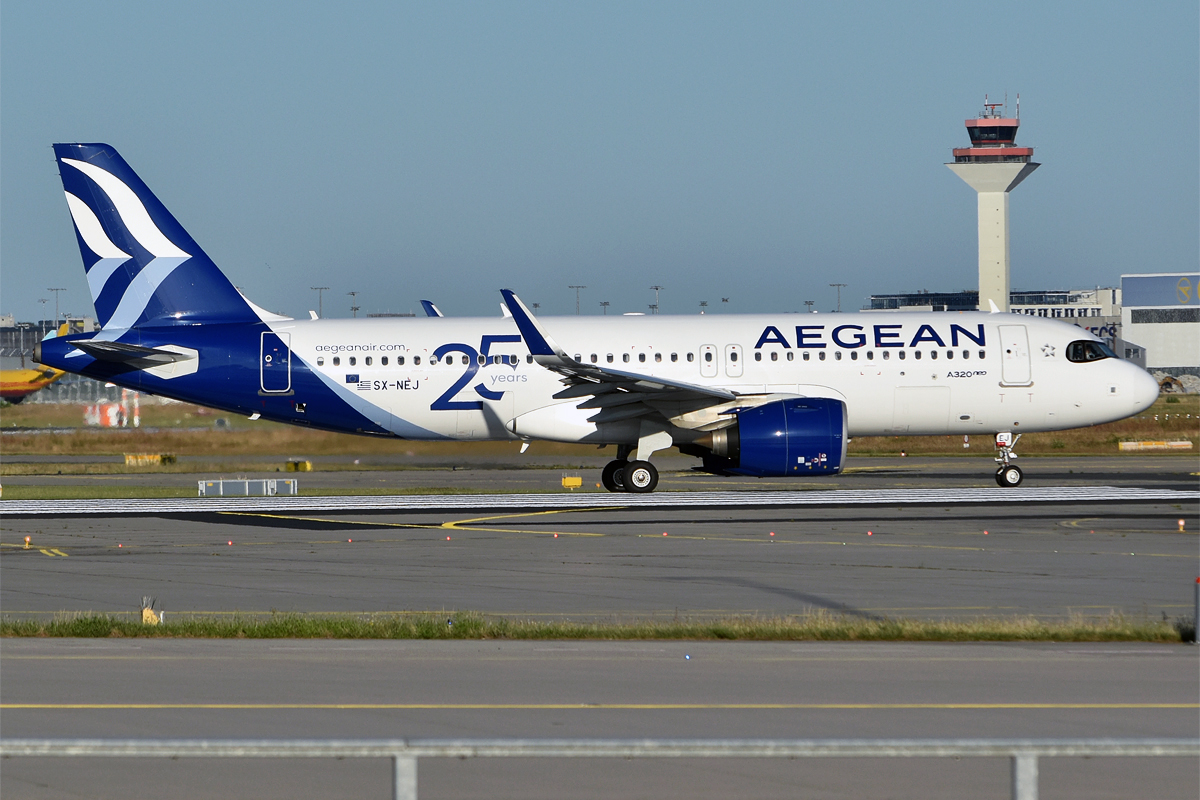
« 25 Years » sticker sur SX-NEJ

En septembre 2024, la compagnie annonce un nouvel investissement : 25 millions d’euros dans Volotea.
Elle a transporté 16,3 millions de passagers en 2024 (6% de plus qu’en 2023) avec un taux de remplissage de 82,5%.
En mars 2025, Aegean commande 8 Airbus A321neo supplémentaires, puis 2 A321XLR en juillet, portant ainsi la commande totale à 60 appareils,. 

## Partage de codes
Elle partage ses codes avec les compagnies aériennes suivantes, :
- Air Canada
- Air Serbia
- airBaltic
- ANA[39]
- Animawings
- Austrian Airlines
- Brussels Airlines
- Bulgaria Air
- Cyprus Airways[40]
- Emirates[41]
- EGYPTAIR
- Ethiopian Airlines
- Etihad Airways
- Eurowings[42]
- Gulf Air[43]
- Juneayo Air[44]
- LOT Polish Airlines
- Lufthansa
- Olympic Air
- SAS[45]
- Saudia[46]
- S7 Airlines
- Singapore Airlines[47]
- SWISS International Air Lines
- TAP Air Portugal
- TAROM
- Turkish Airlines[48]
- Volotea[49]

### Destinations

Carte des destinations d’Aegean

En 2025, Aegean Airlines dessert 162 destinations, dont 31 destinations domestiques (en Grèce) et 131 internationales. À partir de mars 2026, Aegean atterrira dans de nouvelles destinations du Golfe, comme Bahrein, Doha et Oman (Riyad, Djeddah et Dubai étant déjà desservis), mais aussi en Afrique centrale (Lagos, Addis Abeba, Nairobi, …) et en Asie (Delhi ou Bombay, Almaty, …), grâce aux A321XLR (puis A321LR en 2027) à autonomie augmentée qui intégreront la flotte.

## Flotte

### Flotte actuelle
En juillet 2025, la flotte d'Aegean Airlines est composée des appareils suivants ,,, :
| Type d'appareil | En service | Commandes | Motorisation                  | Passagers     | Date d’introduction   | Notes                                                                          |
| --------------- | ---------- | --------- | ----------------------------- | ------------- | --------------------- | ------------------------------------------------------------------------------ |
| Airbus A320-200 | 28         | —         | 2x IAE V2527-A5               | 174           | Février 2007          | 7 appareils équipés de Sharklets. SX-DVQ et SX-DVR en livrée Star Alliance     |
| Airbus A320neo  | 21         | —         | 2x Pratt & Whitney PW1127G-JM | 180           | Décembre 2019         | livraisons terminées en 2025                                                   |
| Airbus A321-200 | 4          | —         | 2x IAE V2533-A5               | 206           | Avril 2008            |                                                                                |
| Airbus A321neo  | 15         | 18        | 2x Pratt & Whitney PW1133G-JM | 220           | Septembre 2020        | Livraisons jusqu'en 2030                                                       |
| Airbus A321LR   | —          | 4         | —                             | 178 (C16Y162) | Début 2027 (prévu)    | Livraisons en 2027-2028                                                        |
| Airbus A321XLR  | —          | 2         | —                             | 138 (C24Y114) | Décembre 2025 (prévu) | Livraison du premier appareil en décembre 2025 et du deuxième en janvier 2026. |
| Total           | 68         | 24        |                               |               |                       |                                                                                |

### Flotte historique

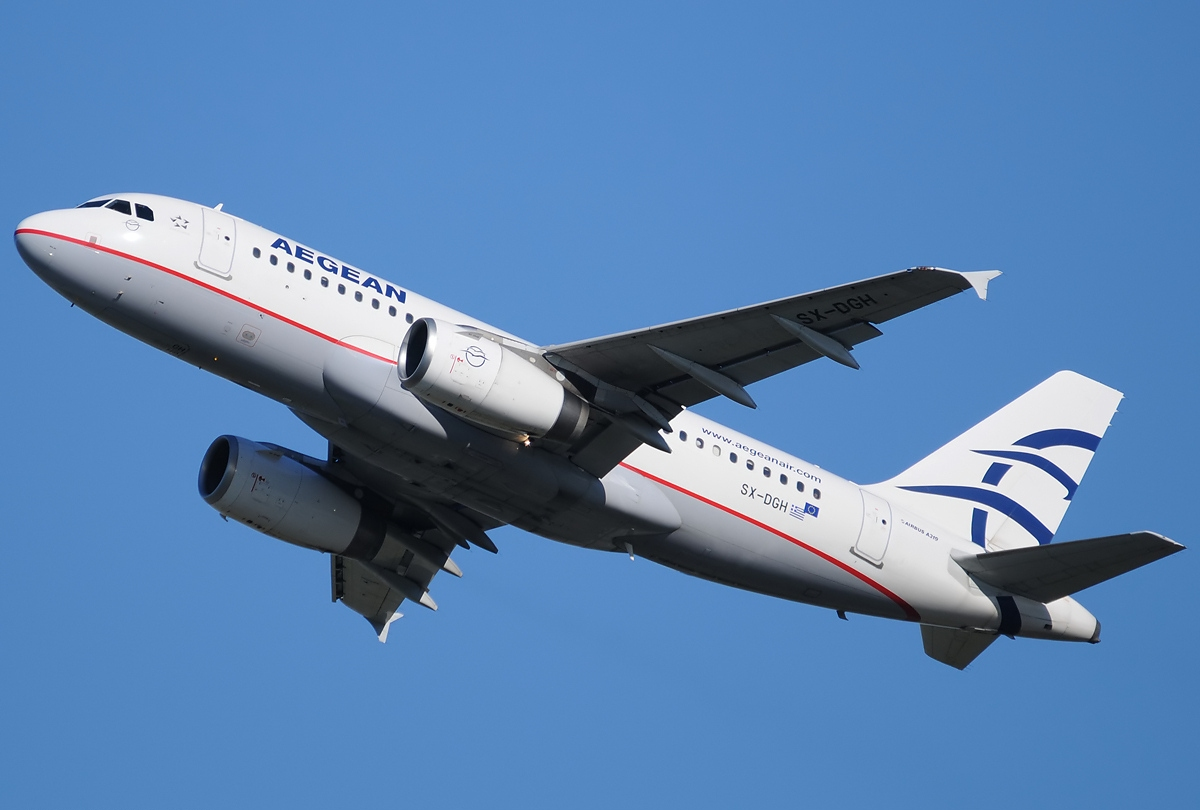
Airbus A319 retiré de la flotte en 2023

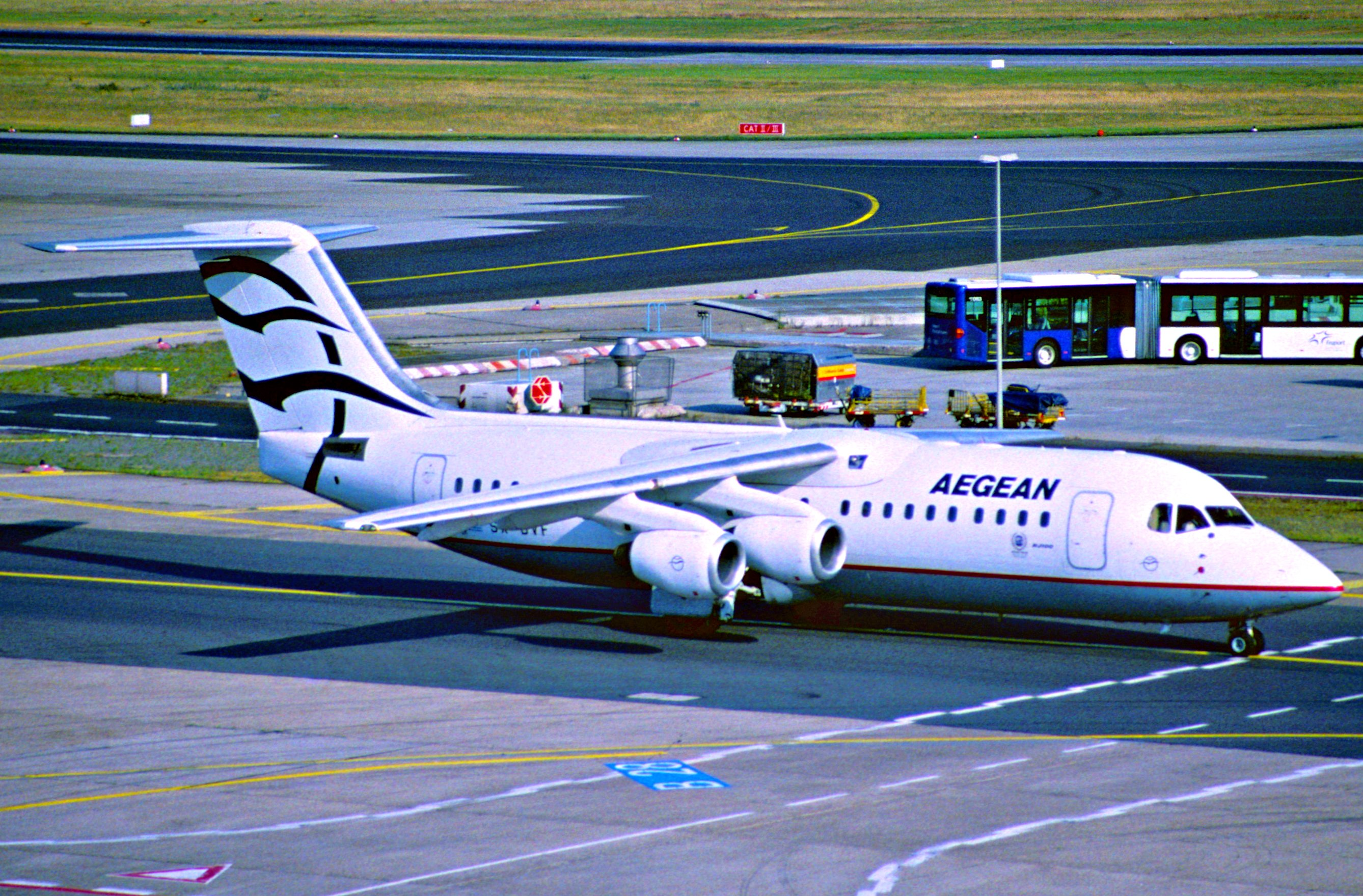
Un Avro RJ100 en 2000

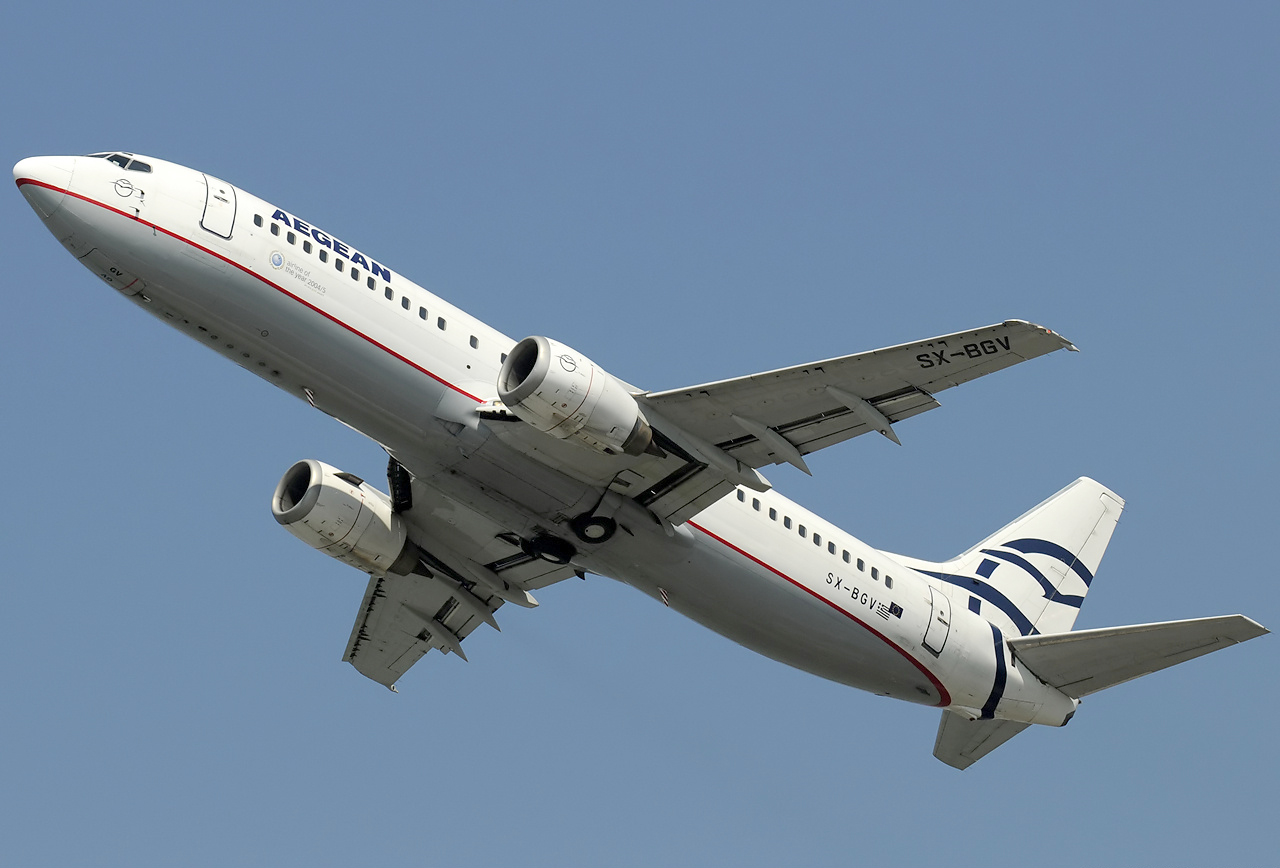
Ancien Boeing 737-400 d’Aegean

Par le passé, Aegean Airlines a exploité les appareils suivants :
| Type d'appareil | Total | Motorisation              | Passagers | Date d’introduction | Date de sortie | Notes                                                   |
| --------------- | ----- | ------------------------- | --------- | ------------------- | -------------- | ------------------------------------------------------- |
| Airbus A319-100 | 4     | 2x IAE V2524-A5           | 138 144   | Avril 2011          | Janvier 2023   | Anciens appareils d’Olympic Air                         |
| ATR 72-200      | 3     | 2x Pratt & Whitney PW124B | 70        | Octobre 1999        | Novembre 2003  | Anciens appareils d’Air Greece                          |
| ATR 72-500      | 2     | 2x Pratt & Whitney PW127F | 68        | Août 2009           | Novembre 2010  | loués avec équipage à SwiftAir                          |
| BAE Avro RJ 100 | 6     | 4x Lycoming LF507-1F      | 112       | Avril 1999          | Mai 2011       |                                                         |
| Boeing 737-300  | 7     | 2x CFMI CFM56-3B2         | 136       | Octobre 2001        | Mai 2010       | Certains étaient d’anciens appareils de Cronus Airlines |
| Boeing 737-400  | 10    | 2x CFMI CFM56-3C1         | 156       | Octobre 2001        | Juin 2010      | Certains étaient d’anciens appareils de Cronus Airlines |

### Flotte d’Olympic Air
En mai 2025, la flotte d’Olympic Air, filiale d’Aegean, est composée des aéronefs suivants:

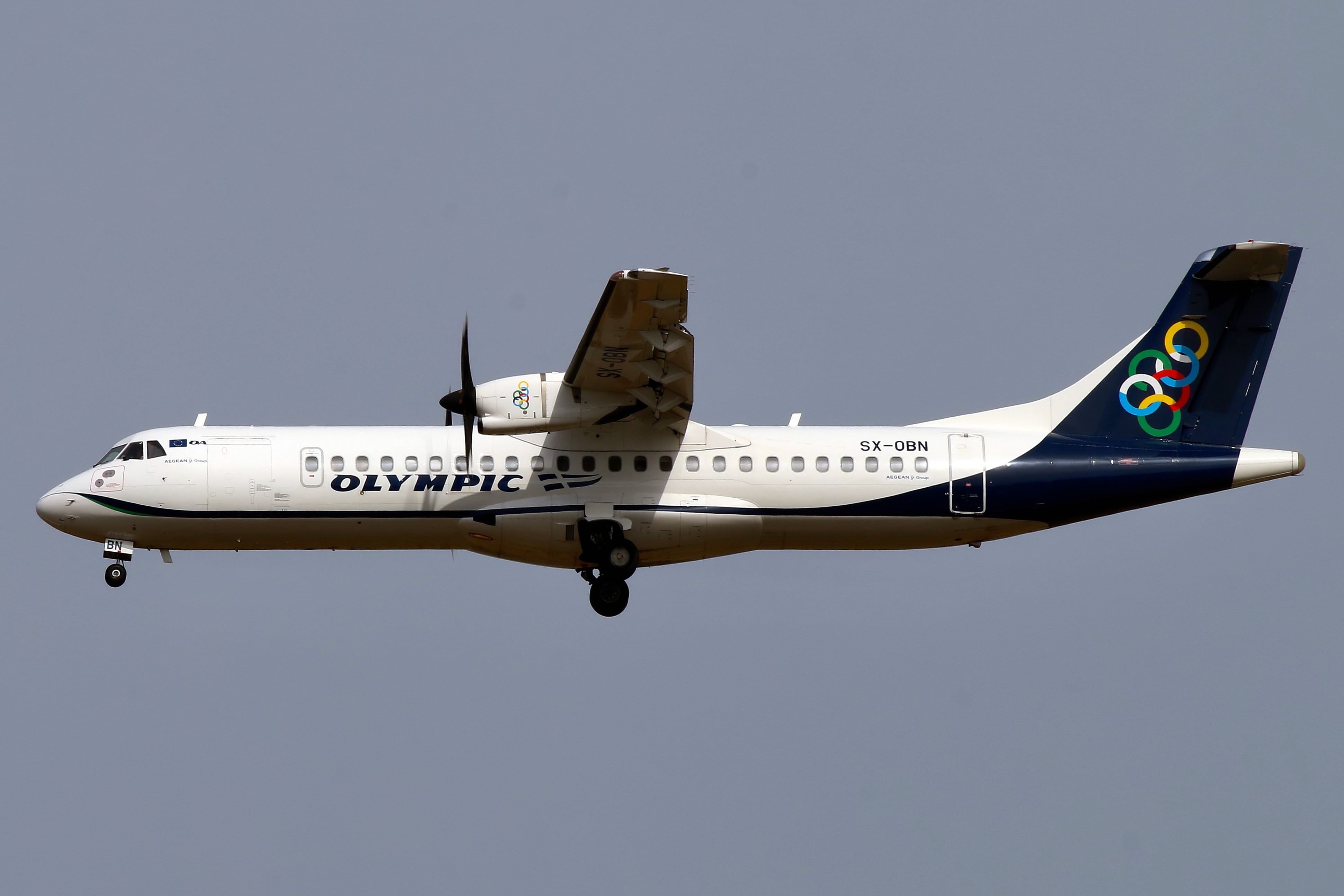
ATR 72-600 d’Olympic Air

- ATR 42-600 : 3
- ATR 72-600 : 12
- Bombardier Dash 8 Q-100 : 2

Total : 17

### Aegean Executive
Une subdivision d’Aegean Airlines, Aegean Executive, opère un Learjet 60 (SX-BNR), un Gulfstream 650 (SX-VVN) et un Gulfstream 550 (SX-VVO). Ces trois aéronefs sont utilisés pour des vols VIP. L’arrivée dans la flotte de SX-VVO a également marqué le changement de code ICAO pour Aegean Executive, passant de AEE (comme pour Aegean Airlines) à AEW.

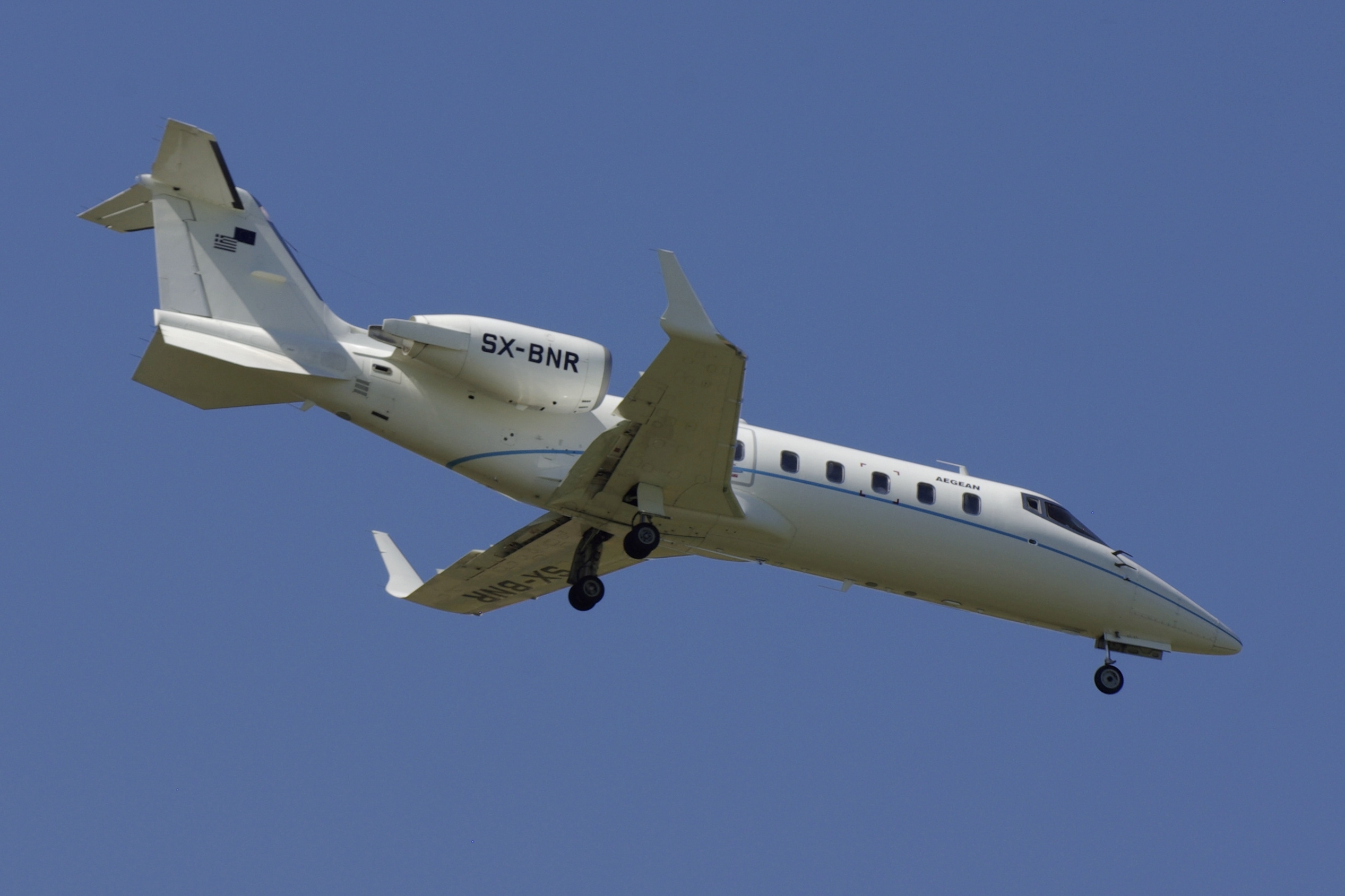
Learjet 60 SX-BNR d’Aegean Executive

Par le passé, Aegean Executive a opéré un Learjet 55, immatriculé SX-BTV.

## Services

### À l’aéroport
Tous les passagers voyageant en Business Class (avec Aegean ou autre membre de Star Alliance) ou membres « Gold » du programme Miles+Bonus ont accès aux nouveaux lounges d’Aegean, situés aux aéroports d’Athènes, Thessalonique et Larnaka.

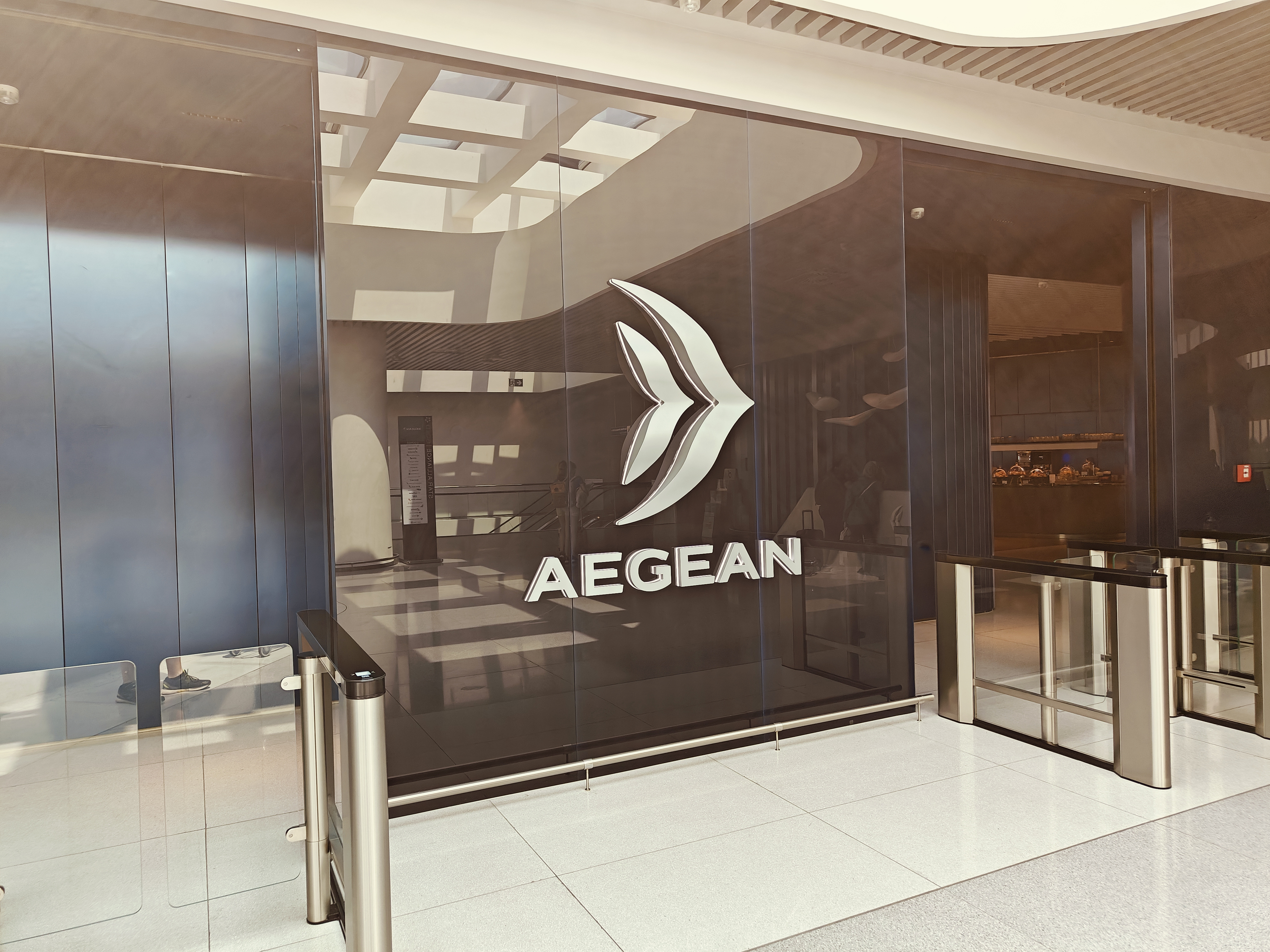
Lounge d’Aegean à l’aéroport d’Athènes

### À bord
La dernière édition de « Blue magazine » est disponible gratuitement et sur tous les vols.
Chaque passager peut profiter du réseau Wi-Fi haut-débit installé sur les Airbus A320neo, A321neo et sur certains appareils de la génération précédente. Pour les passagers voyageant en Business Class et pour tous les passagers inscrits au programme Miles+Bonus, le Wi-Fi est gratuit pour tout le vol. Sans Wi-Fi, chaque passager peut profiter du service de divertissement d’Aegean sur son propre appareil.

### Programme de fidélité
Le programme Miles+Bonus d’Aegean se divise en trois niveaux : Blue, Silver et Gold. Le programme est également valable pour les vols d’Olympic Air et autres compagnies de Star Alliance.

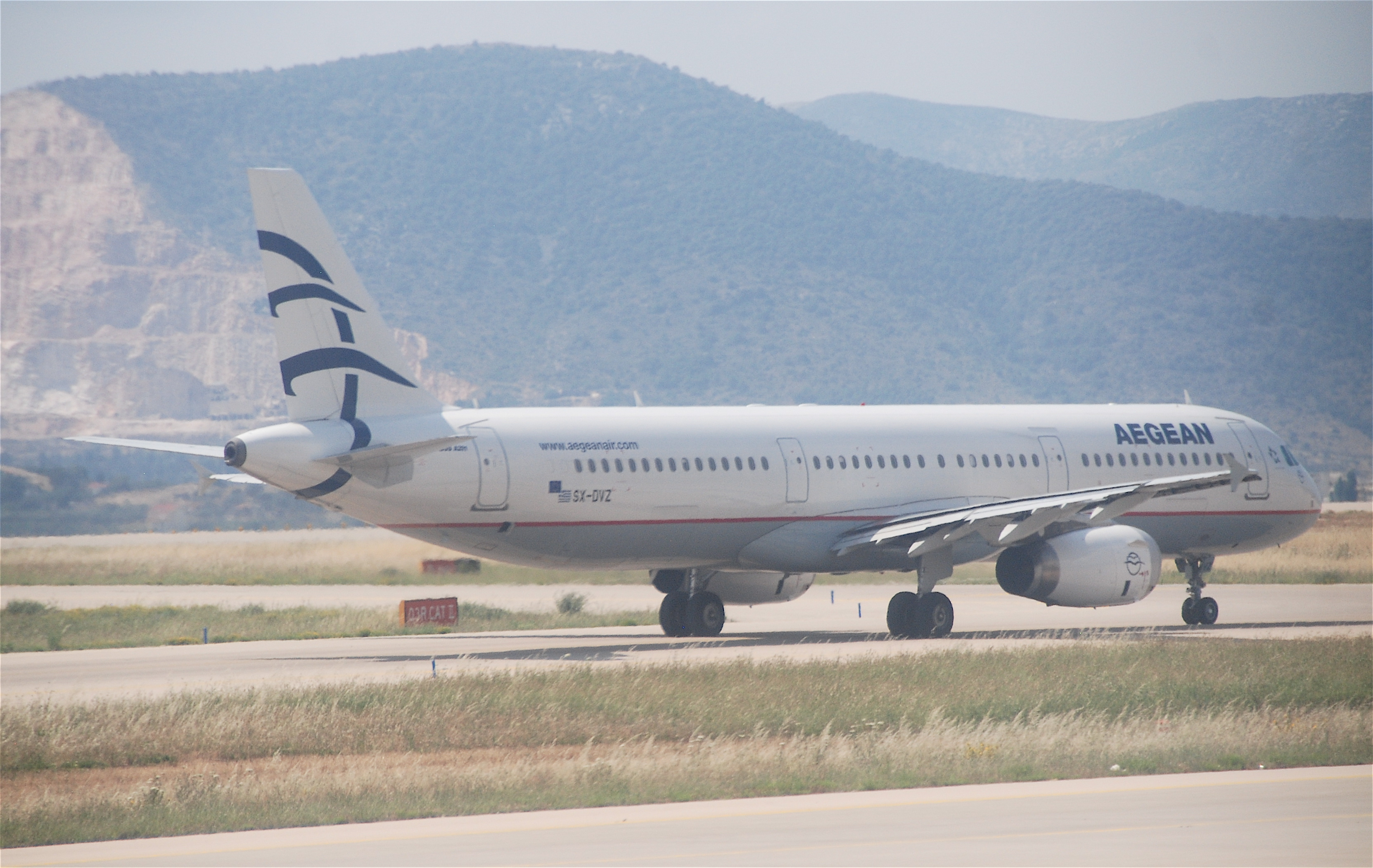
Airbus A321-200 d’Aegean à Athènes